# TV/DJK Hammelburg
Der TV/DJK Hammelburg e. V. wurde 1892 als TV Jahn 1892 Hammelburg gegründet. 1993 erfolgte die Fusion mit der DJK 1928 Hammelburg. Mit ca. 2400 Mitgliedern ist er der größte Verein in Hammelburg. Aushängeschild sind die Volleyballmänner, die von 2015 bis 2023 in der 2. Bundesliga Süd spielten.

## Volleyball
Von 2015 bis 2023 spielten die Männer in der 2. Bundesliga Süd. Seit 2023 spielen die 1. Herren in der Bayernliga. Die 1. Damen spielen in der Regionalliga Süd-Ost. Die Heimspiele werden in der Saaletalhalle Hammelburg ausgetragen.
Bei den Volleyballern gibt es insgesamt drei Männermannschaften, zwei Frauenmannschaften und mehrere Jugendmannschaften. Die Ü43-Seniorinnen wurden 2016 Deutscher Meister.
Bekannte Hammelburger Volleyballspieler sind die Brüder Moritz Karlitzek und Lorenz Karlitzek. 

## Weitere Sportarten
Außer Volleyball werden beim TV/DJK Hammelburg u. a. die Sportarten Badminton, Basketball, Handball, Karate, Kickboxen, Leichtathletik, Schach, Schwimmen, Tischtennis sowie Turnen und Fitness ausgeübt.